# 福岡県道585号殖木入地甘木線
福岡県道585号殖木入地甘木線（ふくおかけんどう585ごう ふえきいりじあまぎせん）は、福岡県久留米市から朝倉市に至る一般県道である。

## 概要
久留米市田主丸町殖木から朝倉市小田に至る。
久留米市の東部と朝倉市の南西部を結ぶ。筑後川を渡るため、主要地方道である福岡県道80号甘木朝倉田主丸線と橋を共有しているので、筑後川上流の方へ迂回する経路をとる。名称の甘木は旧甘木市（現・朝倉市）に由来する。

### 路線データ
- 起点：福岡県久留米市田主丸町殖木（殖木交差点、国道210号交点）
- 終点：福岡県朝倉市小田（鳩胸交差点、福岡県道33号甘木田主丸線交点）

## 路線状況

### 重複区間
- 福岡県道81号久留米浮羽線（久留米市田主丸町常盤 - 久留米市田主丸町船越）
- 福岡県道80号甘木朝倉田主丸線（朝倉市田中・朝羽大橋交差点 - 朝倉市田中・田中交差点）

### 道路施設

#### 橋梁
- 前川橋（美津留川、久留米市、福岡県道81号久留米浮羽線重複区間内）
- 朝羽大橋（筑後川、朝倉市、福岡県道80号甘木朝倉田主丸線重複区間内）
- 長渕橋（堀川用水、朝倉市）
- 女御呂木橋（桂川、朝倉市）
- 三井寺橋（朝倉市）
- 高徳橋（荷原川、朝倉市）
- 荷松橋（黄金川、朝倉市）
- 屋永橋（佐田川、朝倉市）

## 地理

### 通過する自治体
- 久留米市
- 朝倉市

### 交差する道路
| 交差する道路                                                      | 市町村名 | 交差する場所 | 交差する場所      |
| ----------------------------------------------------------------- | -------- | ------------ | ----------------- |
| 国道210号                                                         | 久留米市 | 田主丸町殖木 | 殖木交差点 / 起点 |
| 国道210号 / 浮羽バイパス                                          | 久留米市 | 田主丸町常盤 | 水分東交差点      |
| 福岡県道81号久留米浮羽線 重複区間起点                             | 久留米市 | 田主丸町常盤 |                   |
| 福岡県道81号久留米浮羽線 重複区間終点                             | 久留米市 | 田主丸町船越 |                   |
| 福岡県道80号甘木朝倉田主丸線 重複区間起点 福岡県道586号長栖高橋線 | 朝倉市   | 田中         | 朝羽大橋交差点    |
| 福岡県道80号甘木朝倉田主丸線 重複区間終点                         | 朝倉市   | 田中         | 田中交差点        |
| 佐賀県道・福岡県道14号鳥栖朝倉線                                  | 朝倉市   | 長渕         |                   |
| 福岡県道589号福光朝倉線                                           | 朝倉市   | 入地         | 入地交差点        |
| 福岡県道508号金川田主丸線                                         | 朝倉市   | 大庭         |                   |
| 福岡県道509号塔ノ瀬十文字小郡線                                   | 朝倉市   | 中島田       |                   |
| 福岡県道33号甘木田主丸線                                          | 朝倉市   | 小田         | 鳩胸交差点 / 終点 |

### 沿線
- 大福郵便局
- 朝倉市立金川小学校
- ブリヂストン甘木工場